# Резолюция 143 на Съвета за сигурност на ООН
Резолюция 143 на Съвета за сигурност на ООН е приета на 14 юли 1960 г. по повод кризата в Република Конго (днес Демократична република Конго).
След като изслушва доклада на генералния секретар на ООН във връзка с възможните действия от страна на организацията спрямо Република Конго съгласно чл. 99 от Хартата на ООН, и като взема предвид молбата за военна помощ, отправен към генералния секретар от президента и министър-председателя на страната, с Резолюция 143 Съветът за сигурност призовава правителството на Белгия да изтегли войските си от територията на Република Конго и упълномощава генералния секретар да предостави на правителството на Република Конго необходимата му военна и техническа помощ, така че националните сили на страната да изпълняват своите задължения. Съветът за сигурност изисква от генералния секретар при необходимост да докладва на Съвета.
Резолюция 143 е приета с мнозинство от 8 гласа „за“ при трима въздържали се – Република Китай, Франция и Обединеното кралство.